# 아르다라

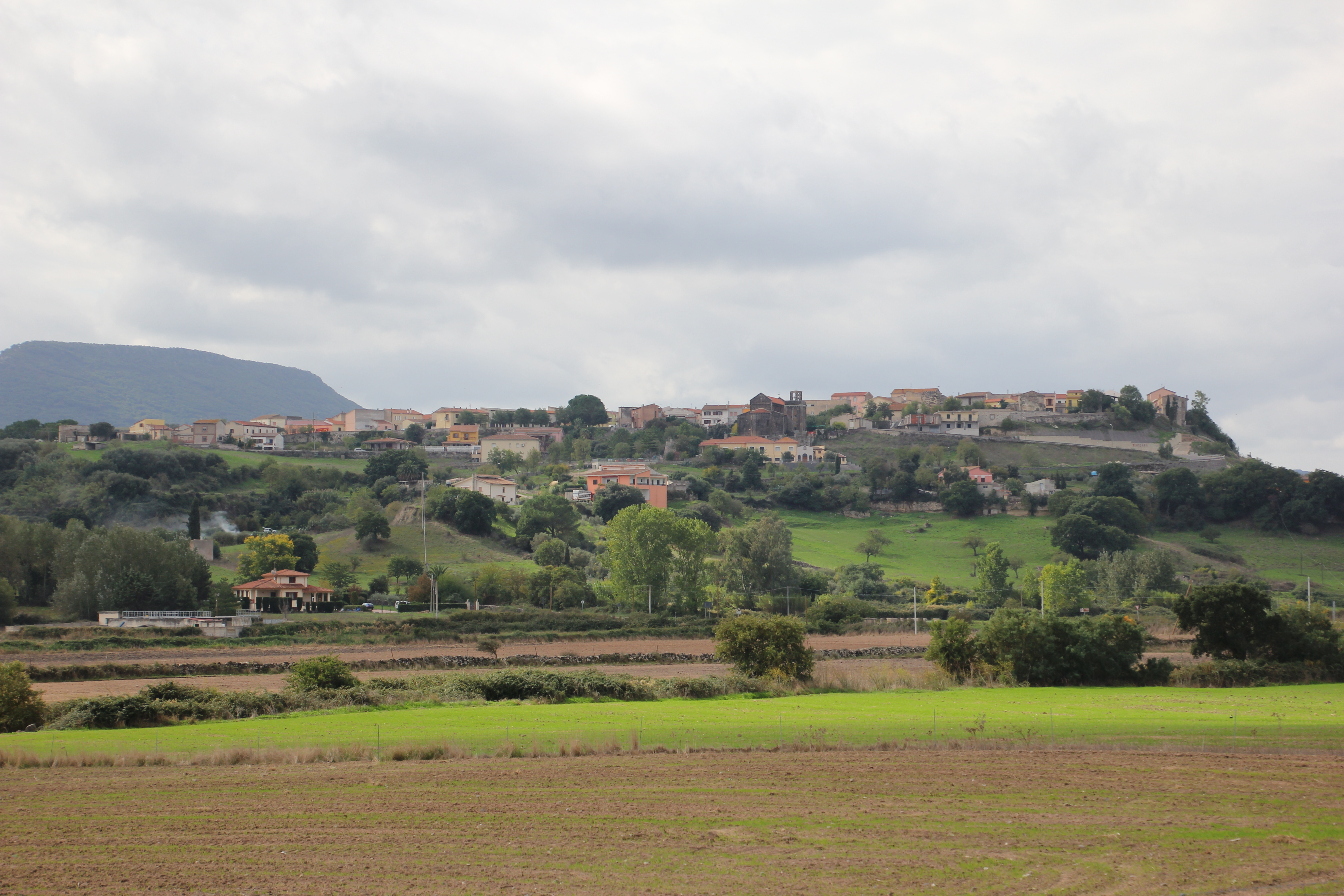

아르다라(Ardara)는 이탈리아 사르데냐의 사사리도에 위치한 코무네이다. 칼리아리에서 북쪽으로 약 160킬로미터, 사사리에서 남동쪽으로 약 25킬로미터 지점에 위치해 있다. 총 면적은 38.19 제곱 킬로미터이다. 아르다라의 경계에는 실리고 등의 지방자치체가 있다.
유로비전 송 콘테스트 2007과 유로비전 송 콘테스트 2008에서 라트비아를 대표하여 출전한 가수인 로베르토 멜로니의 고향이기도 하다. 인구 수는 2017년 6월 30일 기준으로 총 791명이다.